# Суперкубок Ісландії з футболу 1981
Суперкубок Ісландії з футболу 1981 — 13-й розіграш турніру. Матч відбувся 9 липня 1981 року між чемпіоном Ісландії клубом Валюр та володарем кубка Ісландії клубом Фрам.
| Володар Суперкубка Ісландії 1981 |
| -------------------------------- |
|                                  |
| Фрам Третій титул                |

## Матч

### Деталі
| 9 липня 1981 |

| Фрам | 1:0      | Валюр |
| ---- | -------- | ----- |
|      | Протокол |       |

| Лаугардалсволлур, Рейк'явік |